# Cerapachys peringueyi
Cerapachys peringueyi é uma espécie de formiga do gênero Cerapachys.